# إسطمبات الصاج
```

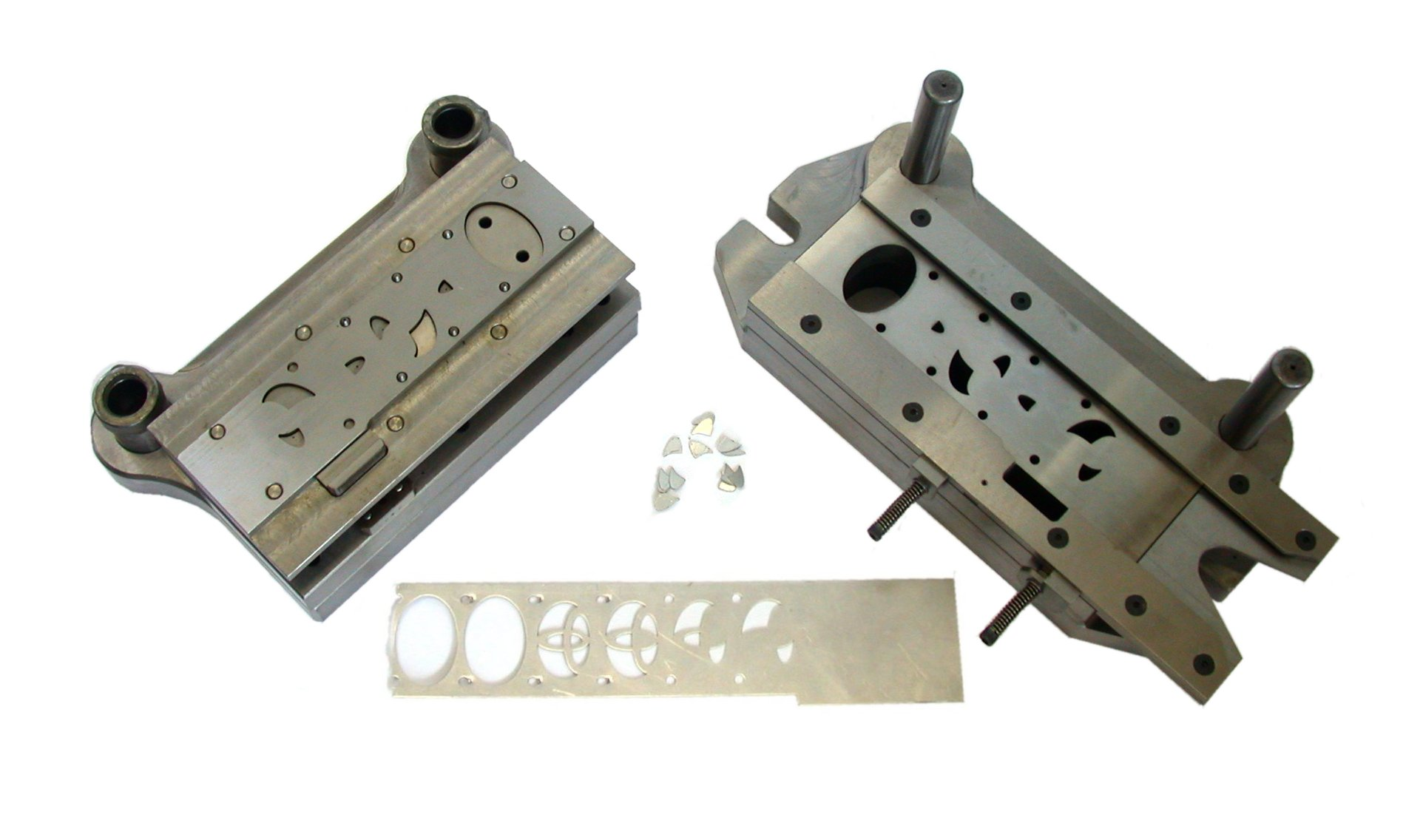

مفهوم إسطمبات الصاج Sheet Metal Dies
[
1
]
```

في البداية لنوضح أن كلمة إسطمبة تأتي في الأصل من الكلمة الاتينية Stamping والتي كانت تعني ختم المعادن في قوالب أو سك العملة، وذلك أن هذه العملية تستخدم لسك العملة بكميات كبيرة وبنفس الشكل، ومع مرور الوقت أدخل هذا المفهوم في الصناعة ليشير إلى إنتاج الأشكال المتشابهة من حيث الشكل والوزن والأبعاد، وتعرف إسطمبات الصاج بأنها آداة متخصصة تستخدم في عمليات التصنيع لتشكيل أو إنتاج منتجات متشابهة من حيث الدقة والشكل والأبعاد من ألواح الصاج وذلك باستخدام مكبس Press لإعطاؤها القوى المطلوبة.

## أهمية إسطمبات الصاج إسلوبَ تصنيع متميز
تتميز عملية التصنيع باستخدام الإسطمبات بالعديد من المميزات التي تجعلها الإختيار الأمثل للتصنيع بدلاَ من اللجوء إلى عمليات التشغيل المختلفة وذلك للمصانع التي تنتج منتجات متماثلة بكميات كبيرة وفيما يلي أهم هذه المميزات:-
- نسبة الهالك أو الهادر من المعدن في عمليات التصنيع باستخدام الإسطمبات تكون أقل مايمكن مقارنة بطرق الإنتاج الأخرى.
- تتميز المنتجات المصنعة بالإسطمبات بالدقة العالية في الأبعاد.
- المنتجات التي تصنع بالإسطمبات تكون أقل في التكلفة من المصنعة بعمليات التصنيع الأخرى.
- تتميز عمليات التصنيع باستخدام الإسطمبات بالكفاءة العالية وسهولة إنتاج الأشكال المعقدة والتي يصعب تصنيعها بالطرق الأخرى.
- عملية التصنيع باستخدام الإسطمبات أقل تكلفة وأكثر إقتصادية في حالة تصنيع المنتجات بكميات كبيرة.
- تتميز هذه العملية بالإنخفاض في تكلفة العمالة لأنها لا تحتاج إلى عمالة كثيرة.
- التصنيع باستخدام الإسطمبات أكثر إنخفاضاَ في الوقت من التصنيع بالطرق الأخرى.
- المنتجات التي نحصل عليها بهذه العملية تكون متطابقة تماماَ في الدقة والأبعاد وهذه الميزة يصعب الحصول عليها بالطرق الأخرى.
- عملية التصنيع باستخدام الإسطمبات تعطي منتجات نهائية أو شبه نهائية.
- التصنيع بالإسطمبات يعمل على تحسين الخواص الميكانيكية لمادة المنتج.

ولكن يعتبر من أهم عيوب التصنيع بالإسطمبات هو إرتفاع التكلفة الإبتدائية للإسطمبة نظراَ لدقة التصنيع المطلوبة لها وإرتفاع أجور العاملين بمجال تصميم وتصنيع الإسطمبات بسبب الوقت المستغرق في التصميم والتصنيع وإرتفاع أسعار الخامات التي تصنع منها الإسطمبة والمعالجة الحرارية لها.

## تصنيفات إسطمبات الصاج
يمكننا تصنيف إسطمبات الصاج إلى العديد من التصنيفات المختلفة كالتالي:-

### تصنيف إسطمبات الصاج حسب عمليات التصنيع[2]
- إسطمبات قطع الصاج Cutting dies
- إسطمبات الثني والتشكيل Bending and Forming dies
- إسطمبات السحب والسحب العميق Sallow and Deep drawing dies

### تصنيف إسطمبات الصاج حسب عدد المراحل[2]
- الإسطمبات زات المرحلة الواحدة Single station dies

تنقسم إلى الإسطمبات المركبة Compound die وهي التي تقوم بأكثر من عملية قطع في شوط واحد للمكبس، وإلى الإسطمبات المجمعة Combination die وهي التي تقوم بعملية قطع وعملية أخرى قد تكون ثني أو سحب وذلك في شوط واحد للمكبس.
- الإسطمبات متعددة المراحل Multiple station dies

تنقسم الإسطمبات متعددة المراحل إلى إسطمبات متعاقبة Progressive die وهي التي تقوم بأكثر من عملية على عدة مراحل، وإسطمبات إنتقالية Transfer die وهي تقوم بأكثر من عملية على عدة مراحل ولكن عملية نقل الخامة تتم بطريقة ميكانيكية.

### تصنيف إسطمبات الصاج حسب الوظيفة[3]
- الإسطمبات البسيطة Simple dies

الإسطمبات البسيطة هي التي تقوم بعملية واحدة في كل شوط للمكبس، قد تكون هذه العملية قطع Planking أو ثقب Piercing.
- الإسطمبات المركبة Compound dies

الإسطمبات المركبة هي التي تقوم بأكثر من عملية في شوط واحد للمكبس، كأن تكون عملية قطع Planking وثقب Piercing في نفس الوقت.
- الإسطمبات المجمعة Combination dies

الإسطمبات المجمعة تقوم بأكثر من عملية في شوط واحد للمكبس وتختلف عن الإسطمبات المركبة في أنها تقوم بعملية قطع بالإضافة إلى عملية ثني أو سحب.
- الإسطمبات المرحلية Progressive dies

الإسطمبات المرحلية يمكنها القيام بأكثر من عملية على الشريحة المعدنية في عدة أشواط للمكبس، فيمكنها إجراء كل عملية على مرحلة.